# 下马希塔尔
下马希塔尔是德国巴登-符腾堡州的一个市镇。总面积5.61平方公里，总人口923人，其中男性335人，女性588人（2011年12月31日），人口密度165人/平方公里。